# Alvin Bragg
Alvin Bragg   (Manhattan, 21 d'octubre de 1973), també conegut com a Alvin Leonard Bragg Jr., és un polític i advocat estatunidenc que exerceix com a fiscal del districte del comtat de Nova York, que cobreix Manhattan. El 2021, es va convertir en el primer afroamericà elegit per a aquest càrrec. Bragg havia exercit anteriorment com a fiscal general adjunt en cap de Nova York i com a fiscal adjunt dels Estats Units al districte sud de Nova York.

## Biografia
Bragg va néixer a la ciutat de Nova York el 21 d'octubre de 1973. Prové de Harlem i va créixer a Striver's Row. En una entrevista amb The American Prospect, Bragg va dir que havia estat "profundament afectat pel sistema de justícia penal, més directament a través de tres parades a punta de pistola per part del NYPD". Es va graduar a la Trinity School abans d'assistir a Harvard College. Es va graduar amb una llicenciatura en arts, cum laude, el 1995 com a major en govern. El 1999, va obtenir un Juris Doctor a la Harvard Law School, on va ser editor de la Harvard Civil Rights–Civil Liberties Law Review.
Bragg va treballar per al jutge de districte federal Robert P. Patterson Jr. abans d'unir-se al despatx d'advocats Morvillo Abramowitz Grand Iason & Anello com a associat, on el seu treball es va centrar en el frau de coll blanc i els drets civils. El 2003, es va incorporar a l'oficina del fiscal general de Nova York sota Eliot Spitzer abans de convertir-se en el cap de litigis i investigacions de l'Ajuntament de Nova York. El 2009, Bragg va abandonar l'ajuntament per servir com a assistent del fiscal dels Estats Units al districte sud de Nova York.
El 2017, Eric Schneiderman, llavors exercint com a fiscal general, va nomenar Bragg com a fiscal general adjunt en cap de Nova York. Bragg va dirigir les divisions de justícia penal i justícia social, supervisant les demandes presentades per l'estat contra la Fundació Donald J. Trump, Harvey Weinstein i The Weinstein Company, i l'addició d'una pregunta de ciutadania al cens dels Estats Units del 2020. Va deixar el càrrec el desembre de 2018 i es va convertir en professor a la Facultat de Dret de Nova York, on va ser codirector del Projecte de justícia racial.Bragg és membre de la junta directiva de The Legal Aid Society. Ha representat les famílies de Ramarley Graham i Eric Garner en litigis civils contra la ciutat de Nova York.